# Тейл
Тейл (нід. Tuil) — село в нідерландській провінції Гелдерланд. Входить до муніципалітету Вест-Бетюве.
Перші письмові згадки про населений пункт датуються кінцем 10-го, початком 11-го сторіччя.

## Галерея

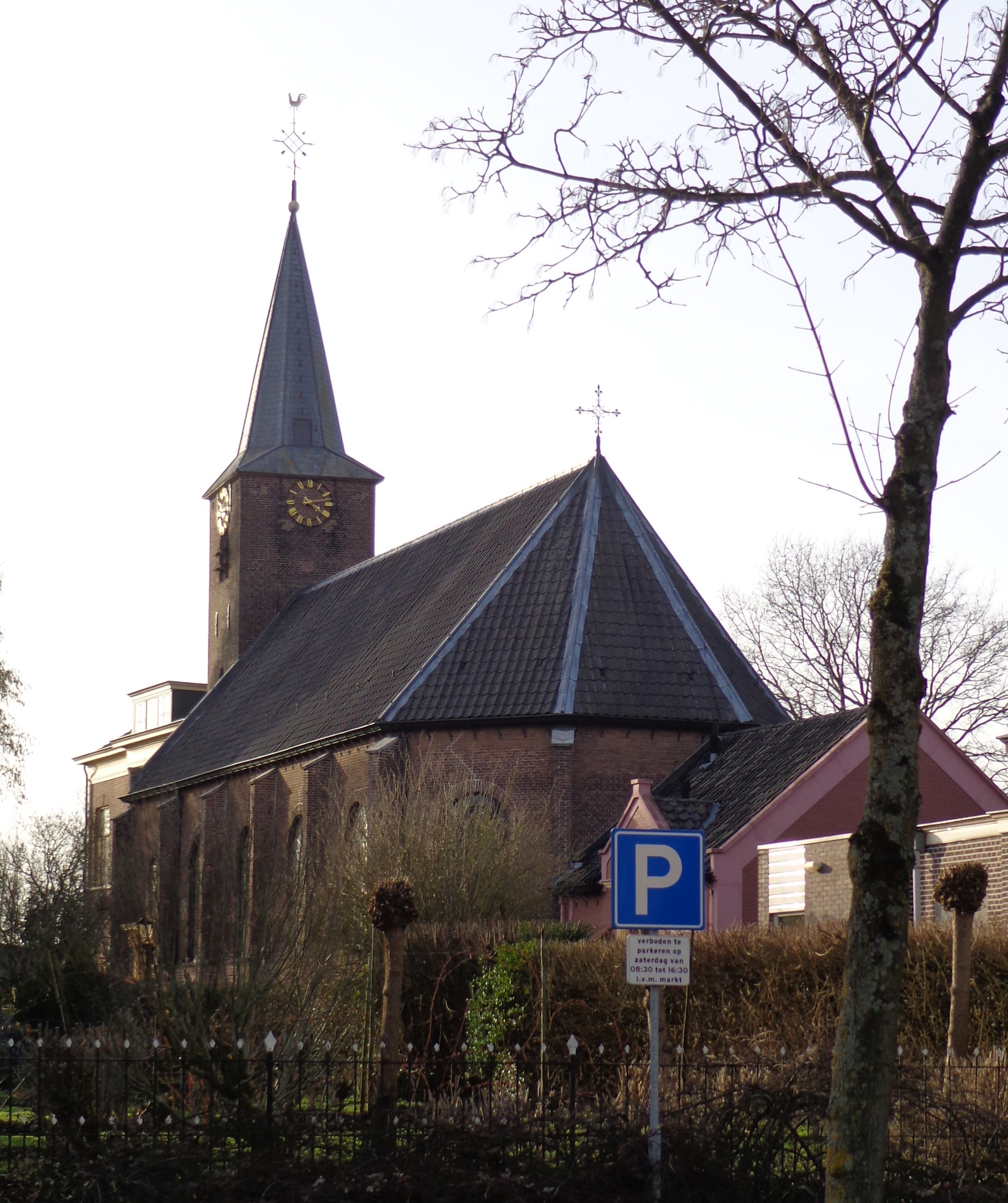
Реформістська церква
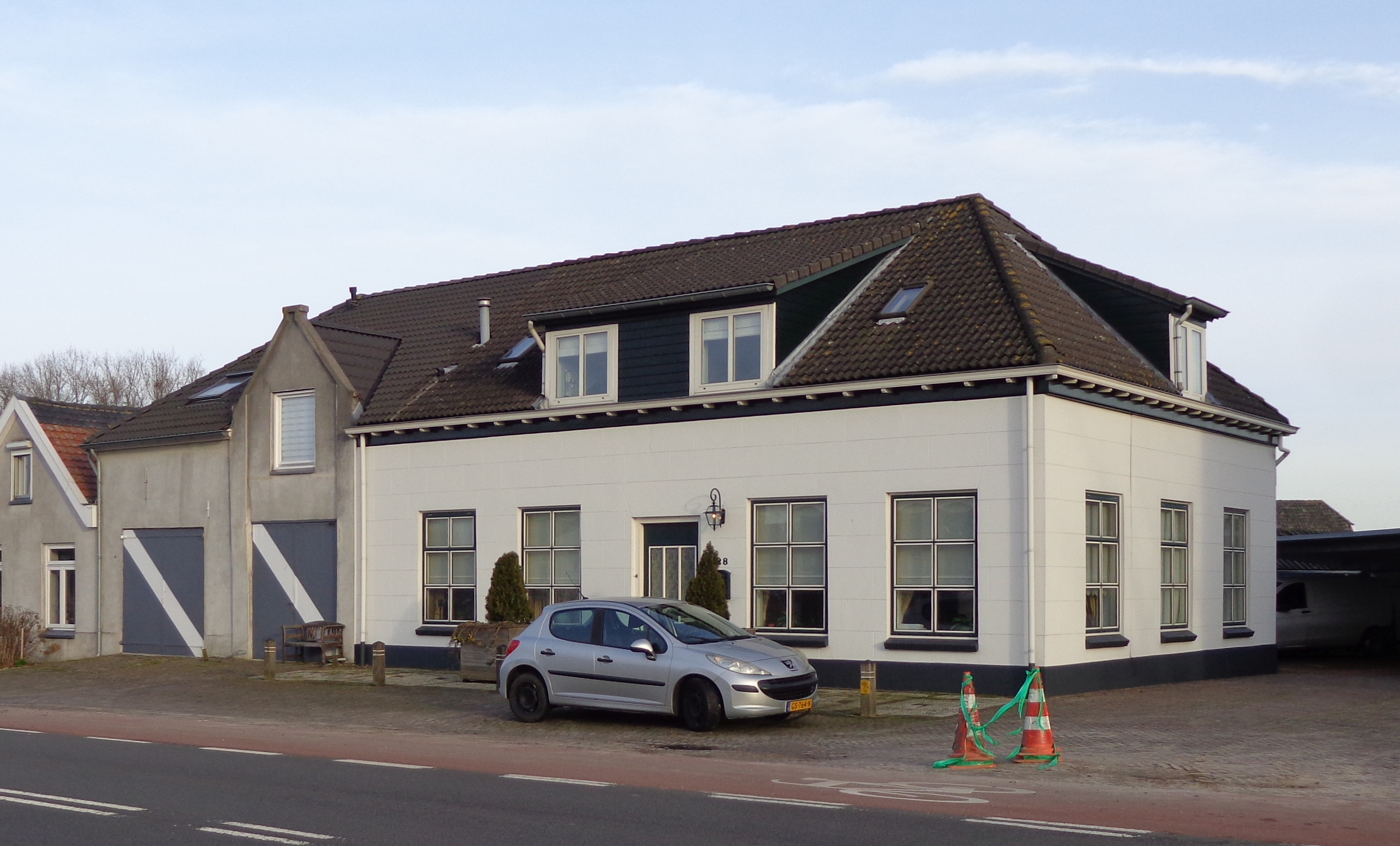
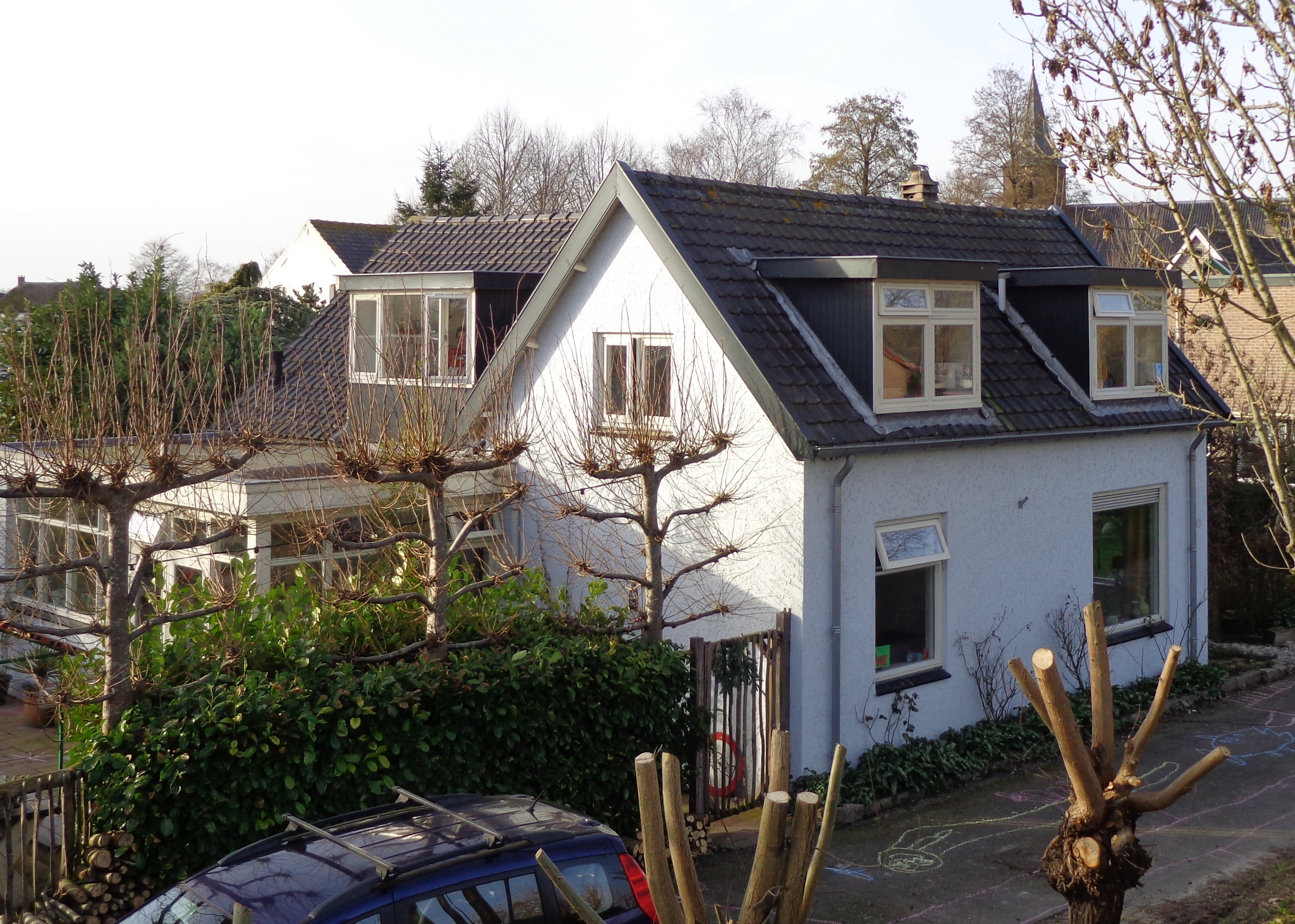
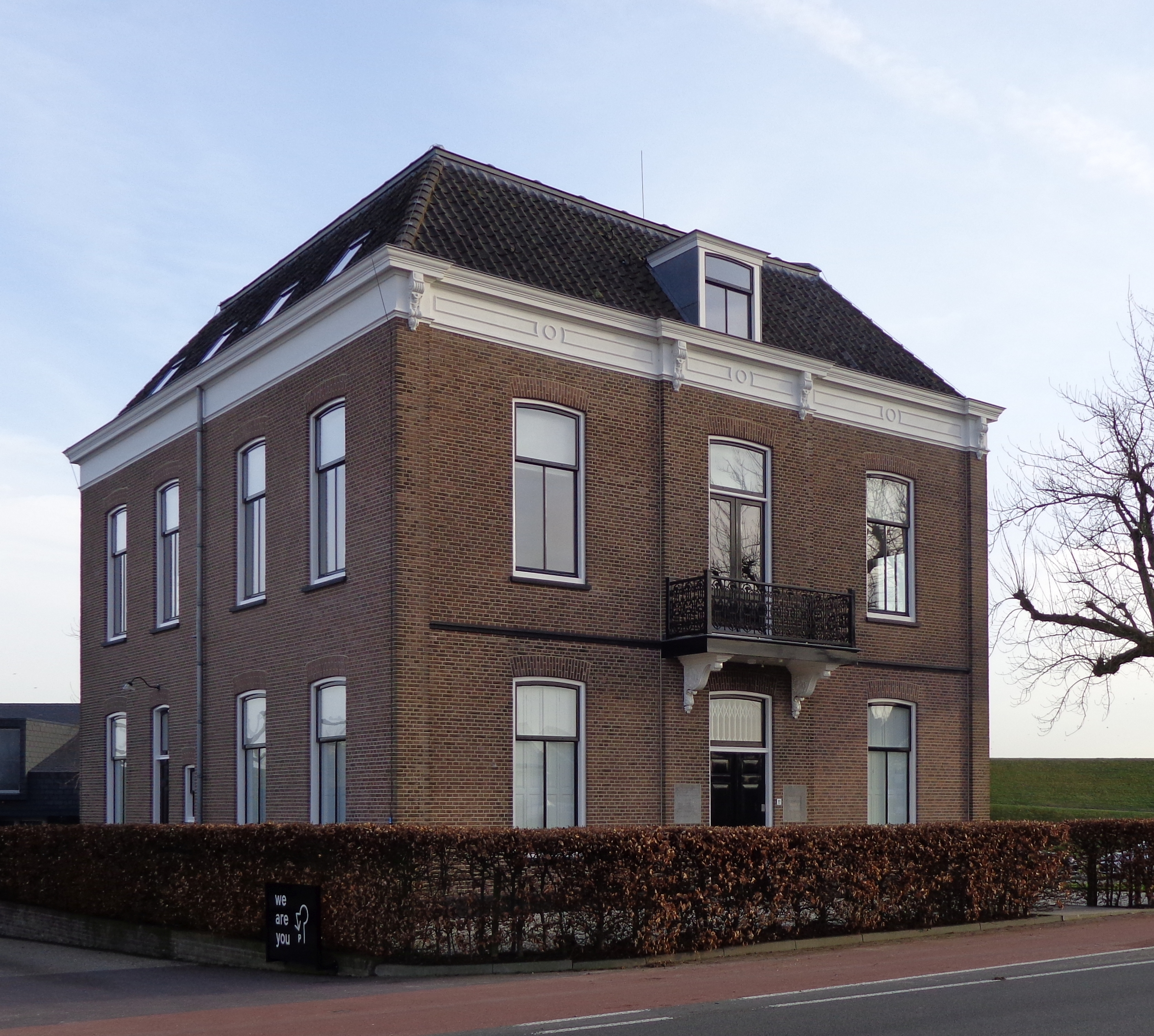